# 小田基
小田 基（おだ もとい、1931年6月7日 - 2000年11月29日）は、日本の英文学・比較文学者。

## 略歴
樺太生まれ。東北大学文学部英文科卒、同大学院中退、北星学園大学助教授、東北大学教養部助教授、教授を務め、1995年定年退官、名誉教授、宮城学院女子大学教授。ジェイムズ・ジョイスを専門とした。

## 著書
- 『試験英語をやっつける〈008〉のテクニーク』研究社出版 1975
- 『二〇年代・パリ あの作家たちの青春』研究社出版 1978
- 『ジョイスへの道』研究社選書 研究社出版 1979
- 『禁酒法のアメリカ アル・カポネを英雄にしたアメリカン・ドリームとはなにか (21世紀図書館) PHP研究所 1984
- 『「自由の女神」物語』晶文社 1990
- 『芸術のエクソダス <世紀始め>のテーマ』研究社出版 1993
- 『玉蟲左太夫『航米日録』を読む 日本最初の世界一周日記』東北大学出版会 2000

### 共著編
- 『読解「ユリシーズ」』編, 米本義孝注釈. 研究社出版 1996
- 『カタカナ語の泉』小田基 [ほか]著, 河北新報社編. 河北新報社 1998

### 翻訳
- コンスタンス・メアリ・マシューズ『英語ものがたり 一地方語から世界語へ』金星堂 1984

## 論文
- <小田基